# Aghireșu
Aghireșu (en hongrois Egeres, en allemand Erldorf) est une commune du județ de Cluj, en Transylvanie, en Roumanie.

## Géographie

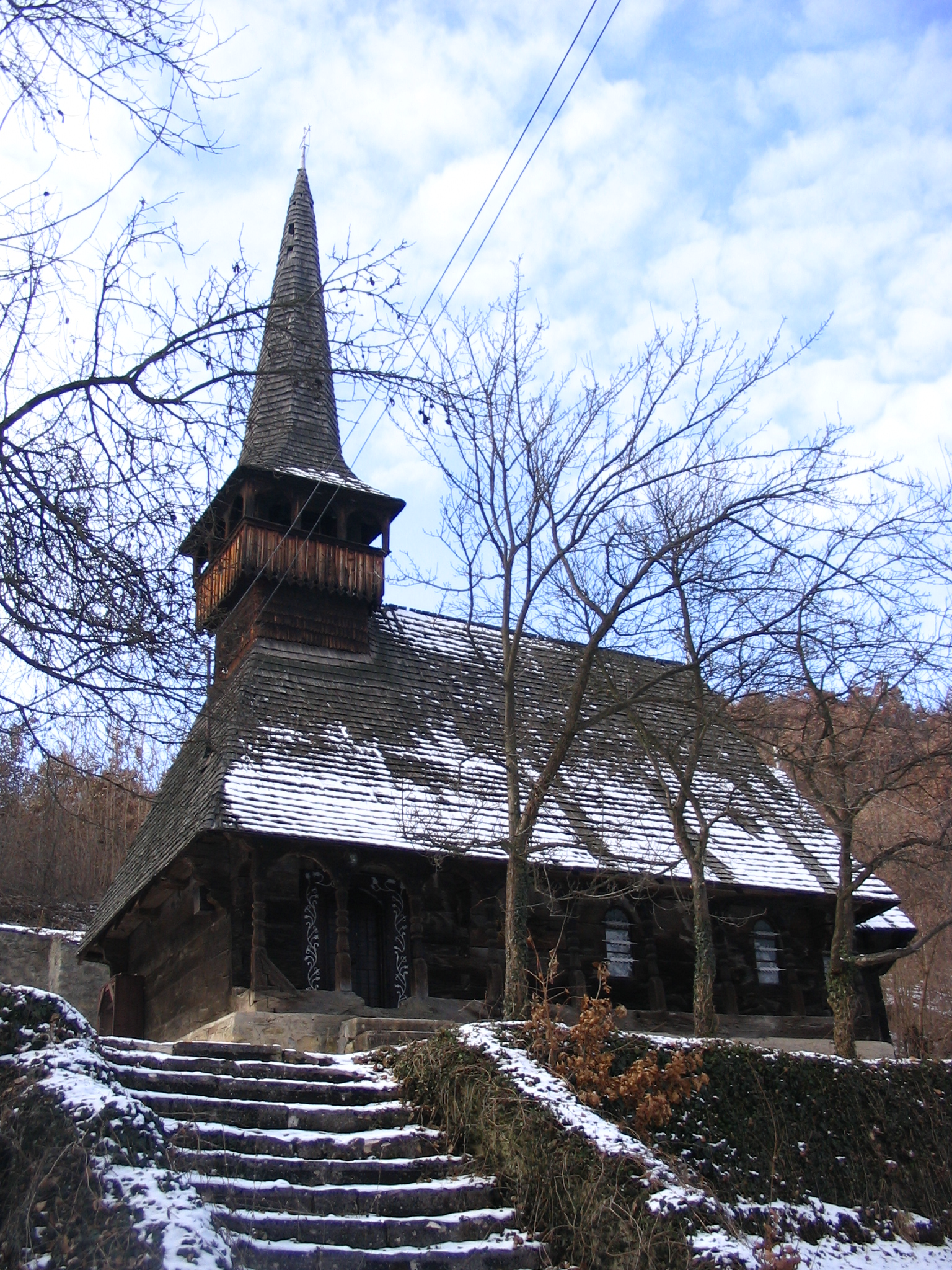
Église en bois de Tămașa, maintenant située à Ticu-Colonie.

La commune a une superficie de 105,79 km2 et est composée de onze villages : Aghireșu, Aghireșu-Fabrici (Egeres-gyártelep), Arghișu (Argyas), Băgara (Bogártelke), Dâncu (Dank), Dorolțu (Nádasdaróc), Inucu (Inaktelke), Leghia (Jegenye), Macău (Mákófalva), Ticu (Forgácskút) et Ticu-Colonie (Ferencbanya).

## Démographie
La commune a, en 2007, une population de 7 156 personnes. Selon le recensement de 2011, les Roumains représentaient 51,9 % de la population, les Hongrois 36,7 % et les Roms 8,0 %.

## Natifs
- Andrei Ianko (en)

## Remarques
1. ↑  Tab8. Population stable par origine ethnique - comtés, municipalités, villes, communes, résultats du recensement de 2011, Institut national de la statistique, consulté le 17 février 2020.